# FC Apatride UTD
 (novembre 2015).
FC Apatride UTD est un groupe de roots reggae de la ville de Belgrade (Serbie). 

## Discographie
- 2006 - On The Frontline Menu (Makafresh)
- 2007 - Them (Makasound/Makafresh)
- 2008 - Rural 12"- (Urban Sedated Records)
- 2008 - War Party 12"- (Urban Sedated Records)
- 2009 - Firing The Truth (Urban Sedated Records/Wagon Music Works)
- 2017 -  roots of history book
- 2019 - third worldism